# Un honnête homme
Pour plus de détails, voir Fiche technique et Distribution.
Un honnête homme est un film français de court métrage réalisé en 1963 par Ado Kyrou, sorti en 1964. 

## Synopsis
Biographie imaginaire d'un jeune homme qui, « monté à Paris » dans l'intention d'y faire fortune, deviendra un redoutable délinquant.

## Fiche technique
- Titre : Un honnête homme
- Réalisation : Ado Kyrou
- Scénario : Ado Kyrou
- Photographie : Henri Clairon
- Musique : Georges Delerue et Louis Bessières
- Montage : Jean-Pierre Rousseau
- Production : SOFAC - Société des Films d’Art et de Culture (Paris)
- Pays d'origine :  France
- Durée : 11 minutes
- Dates de sortie : 
  - décembre 1963 (Festival du Court Métrage de Tours)
  - 1964 ( France)

## Distribution
- Roger Coggio (narrateur)

## Distinctions
- Prix Louis Lumière 1964[1]